# Villora (ort i Spanien)
Villora är en ort i Spanien.   Den ligger i provinsen Provincia de Cuenca och regionen Kastilien-La Mancha, i den centrala delen av landet, 200 km öster om huvudstaden Madrid. Villora ligger 835 meter över havet och antalet invånare är 222.
Terrängen runt Villora är lite kuperad.Runt Villora är det mycket glesbefolkat, med 2 invånare per kvadratkilometer. Närmaste större samhälle är Cardenete, 8,7 km väster om Villora. 